# Podoficer zawodowy
Podoficer zawodowy – żołnierz pełniący zawodową służbę wojskową w korpusie podoficerskim, to znaczy: posiadający stopień wojskowy nie niższy niż kapral i nie wyższy niż starszy chorąży sztabowy (zakres stopni wojskowych w korpusie podoficerskim). 
Podoficerowie zawodowi pełnią w wojsku rozmaite funkcje, takie jak np. szef kompanii, dowódca drużyny, technik pododdziału, dowódca działonu, dowódca grupy, komendant wojskowej straży pożarnej i komendant szkoły podoficerskiej oraz pomocnika dowódcy ds. podoficerów a także inne funkcje. Wojsko Polskie stawia na kształcenie i profesjonalizację podoficerów zawodowych, podobnie jak szeregowych zawodowych (nowego, utworzonego w 2004 roku korpusu). 
Aby zostać podoficerem zawodowym, należy ukończyć szkołę podoficerską (np. w Centrum Szkolenia Wojsk Lądowych w Poznaniu). Wszystkie potrzebne informacje na temat szkół podoficerskich (miasta, profile kształcenia, specjalności), jak i kryteria, które należy spełnić, aby zostać przyjętym do jednej ze szkół podoficerskich, dostępne są w odpowiednich do miejsca zamieszkania wojskowych komendach uzupełnień.